# Óscar Ruiz
Óscar Julián Ruiz Acosta (født 1. november 1969) er en colombiansk fodbolddommer. Han har dømt internationalt under det internationale fodboldforbund FIFA siden 1995, hvor han er placeret i den sydamerikanske dommergruppe. Han har deltaget ved 3 VM slurunder, hvor det i alt er blevet til 6 kampe..
I 2010 blev Ruiz udnævnt som den bedste colombianske dommer nogensinde af Colombias fodboldforbund.
Ved siden af dommerkarrieren er Ruiz advokat og underviser på et universitet.

## Karriere
Ruiz har deltaget ved 3 VM slutrunder (2002, 2006 og 2010), hvor han har dømt 6 kampe.

### VM 2002
- Sydkorea –  Polen (gruppespil)
- Tyrkiet –  Kina (gruppespil)
- Senegal –  Tyrkiet (kvartfinale)

### VM 2006
- Holland –  Elfenbenskysten (gruppespil)

### VM 2010
- Grækenland –  Nigeria (gruppespil)
- Frankrig –  Sydafrika (gruppespil)